# Hospital Bautista de Bangalore
El Hospital Bautista de Bangalore (en inglés: Bangalore Baptist Hospital) es un hospital bautista ubicado en Bangalore, Karnataka, India.

## Historia
El hospital comenzó como una clínica ambulatoria fundada por la Junta de Misiones Internacionales a mediados de la década de 1960 y evolucionó hasta convertirse en un hospital general de 80 camas que se inauguró oficialmente el 15 de enero de 1973.  En enero de 1989, el Christian Medical College asumió la responsabilidad de la administración del hospital. Ofrece una variedad de tratamientos de enfermería, programas educativos de servicios médicos y paramédicos.  En 2014, recibió el Premio a la Calidad del Consejo de Calidad de la India. En 2022 inauguró un “Centro de Investigación en Salud de la Mujer y el Niño”.  En 2024 contaba con 450 camas. 